# Notoplax producta
Notoplax producta är en blötdjursart som först beskrevs av Carpenter in Pilsbry 1892.  Notoplax producta ingår i släktet Notoplax och familjen Acanthochitonidae. Inga underarter finns listade i Catalogue of Life.